# Eimi Yamada
Pour les articles homonymes, voir Yamada.
Eimi Yamada (山田詠美, Yamada Eimi), née le 8 février 1959 à Tōkyō, a fait des études à la faculté des lettres de l'Université Meiji. Elle débute comme écrivaine en 1985 en publiant sa première œuvre Amère Volupté (œuvre autobiographique d'une passion sexuelle), qui lui vaut le prix Bungei.

## Liste des œuvres traduites en français
- 1986 : Amère volupté (ベッドタイムアイズ), roman traduit par Jacques Lévy, Editions Philippe Picquier, 1992 ; Picquier Poche, 1994 (réédition 2013).
- 1987 : La Chrysalide brisée (蝶々の纏足), récit traduit par Jean-Christian Bouvier, Picquier Poche, 1995.
- 1988 : À Genoux et lèche-moi les pieds (ひざまずいて足をお舐め), dans Le Serpent à Plumes n°19, nouvelle traduite par Béatrice Albertat, Le Serpent à Plumes, 1993.
- 1989 : Feux d'artifice (Hanabi), dans Amours - Anthologie de nouvelles japonaises contemporaines Tome 3, nouvelle traduite par Jean-Jacques Tschudin, Éditions du Rocher, 2008.